# نضال سيجري
نضال سيجري (28 مايو 1965 - 11 يوليو 2013) ممثل سوري من مواليد مدينة اللاذقية، وهو خريج المعهد العالي للفنون المسرحية بدمشق، متزوج من الكاتبة سندس برهوم وله ولدان. أصبح عضواً في نقابة الفنانين السوريين بتاريخ 17 سبتمبر 1991، وشارك في الكثير من الأعمال المسرحية والسينمائية والتلفزيونية. ويعود أصله إلى قرية تدعى سيجر في ريف إدلب الغربي.
عانى السيجري في السنوات الأخيرة من عمره من مرض سرطان الحنجرة الذي أدى إلى استئصال حنجرته، وظهر بعد ذلك بدور صامت بمسلسل «الخربة» في عام 2011.
لقّبه محبيه وبعض النقاد بـ«تشارلي تشابلن» العرب عن دوره في مسلسل ضيعة ضايعة عن دور «أسعد خرشوف».

## وفاته
توفي في مدينة دمشق بتاريخ 11 يوليو 2013 وذلك بعد معاناة دامت سنتين مع مرض سرطان الحنجرة ودُفن في مسقط رأسه مدينة اللاذقية.

## من أعماله
- كاليغولا [مسرح]
- ميديا وجيسون [مسرح]
- السفربرلك [مسرح]
- شو هالحكي [مسرح]
- شوية وقت [مسرح]
- آواكس [مسرح]
- الغول [مسرح]
- نور العيون [مسرح]
- تخاريف [مسرح]
- سندريلا [مسرح]
- أصوات الأعماق [مسرح]
- النورس [مسرح]
- مات ثلاث مرات [مسرح]
- حمام بغدادي [مسرح] [2007]
- هايدي والأمير المسحور [مسرح] [2003]
- زهرة الرمان [سينما]
- الترحال [سينما]
- طعم الليمون [فيلم] [2011]
- خلف الاسوار [فيلم قصير] [2009]
- رقصة الغراب [فيلم قصير] [2008]
- سيلينا ( شرطي ) [فيلم] [2008]
- خارج التغطية [فيلم] [2007]
- حادثة على الطريق [فيلم] [2007]
- العريضه [فيلم قصير] [2004]
- الطحين الأسود [فيلم] [2001]
- القلاع
- رمح النار
- الأيام المتمردة
- كان ياما كان
- هوى بحري
- أشرق الزيزفون
- الشجر ينبت على الحجر
- شبه المرحوم
- الانتظار
- بنات العيلة
- الخربة [2011]
- الزعيم الجزء الأول [2011]
- كليوباترا [2010]
- بني جان [2010]
- تقاطع خطر  [2010]
- ضيعة ضايعة (أسعد خرشوف)((جزأين))[2010]
- قلبي معكم (سامي) [2009]
- سفر الحجارة [2009]
- زمن العار  (أبو مستو) [2009]
- إذاعة فيتامين [2009]
- مرسوم عائلي (مجيد) [2009]
- فتافيت [2009]
- حكواتي كافية (الحكواتي) [2009]
- هيك صار معنا [2009]
- بهلول أعقل المجانين الجزء الثالث [2009]
- بقعة ضوء (عدة شخصيات) [2008/2004/2003]
- الحوت (أبو الياس) [2008]
- هيك تجوزنا (عدة شخصيات) [2008]
- أهل الغرام  الجزء الثاني [2008]
- الخط الأحمر (فارس) [2008]
- ليل ورجال [2008]
- شركاء يتقاسمون الخراب [2008]
- رياح الخماسين [2008]
- غفلة الأيام (كريم) [2008]
- الحصرم الشامي الجزء الثاني (برهان) [2008]
- الحصرم الشامي الجزء الأول ( العفصة ) [2007]
- سيرة الحب (عدة شخصيات) [2007]
- عصر الجنون - جنون العصر [2007]
- كوم الحجر (عبد الرحمن) [2007]
- جريمة بلا نهاية [2007]
- أسير الإنتقام [2007]
- الاستاذ [2006]
- الواهمون [2006]
- قرن الماعز [2006]
- أيام الولدنة [2006]
- الإنتظار (شاويش) [2006]
- غزلان في غابة الذئاب (صفوان) [2006]
- القضية 6008 [2006]
- أهل الغرام الجزء الأول (عدة شخصيات) [2006]
- الهارب (كمال) [2005]
- خلف القضبان [2005]
- عربيات [2005]
- كحل العين [2005]
- ساعة السفر [2005]
- أمهات [2005]
- عصر الجنون (سليم) [2004]
- ليل الأسرار [2004]
- عشتار [2004]
- ليالي الصالحية [2004]
- أنا وأربع بنات [2004]
- أيامنا الحلوة (الدكتور غزوان) [2003]
- ابيض ابيض [2003]
- مرايا 2003 [2003]
- قانون ولكن [2003]
- امرأة في الظل [2003]
- أبناء القهر [2002]
- بيت العيلة [2001]
- صلاح الدين الأيوبي [2001]
- اللوحة السوداء (جمل) [2001]
- لشو الحكي [2001]
- فرصة العمر [2000]
- عشاق الخيال [2000]
- سيرة آل الجلالي (عصام) [2000]
- أهل وحبايب [1999]
- الفوارس (حام) [1999]
- الفصول الاربعة الجزء الأول [1999]
- الشوكة السوداء [1998]
- فارس في المدينة [1997]
- البحر أيوب [1997]
- دواس الليل (زعل) [1996]
- العبابيد [1996]
- الشريد [1992][3]

## روابط خارجية
- نضال سيجري على موقع IMDb (الإنجليزية)
- نضال سيجري على موقع قاعدة بيانات الأفلام العربية